# Spoorlijn Aillevillers - Port-d'Atelier-Amance
De Spoorlijn Aillevillers - Port-d'Atelier-Amance was een Franse spoorlijn van Corbenay naar Faverney. De lijn was 30,1 km lang en heeft als lijnnummer 057 000.

## Geschiedenis
De spoorlijn werd door de Chemins de fer de l'Est geopend op 4 februari 1860. Op 22 januari 1991 is de lijn gesloten voor zowel personen- als goederenvervoer en daarna volledig opgebroken.

## Aansluitingen
In de volgende plaatsen was er een aansluiting op de volgende spoorlijnen:
Aillevillers
RFN 042 000, spoorlijn tussen Blainville-Damelevières en Lure
RFN 053 000, spoorlijn tussen Aillevillers en Plombières-les-Bains
Port-d'Atelier-Amance
RFN 001 000, spoorlijn tussen Paris-Est en Mulhouse-Ville
RFN 057 306, raccordement van Port-d'Atelier-Amance

## Galerij

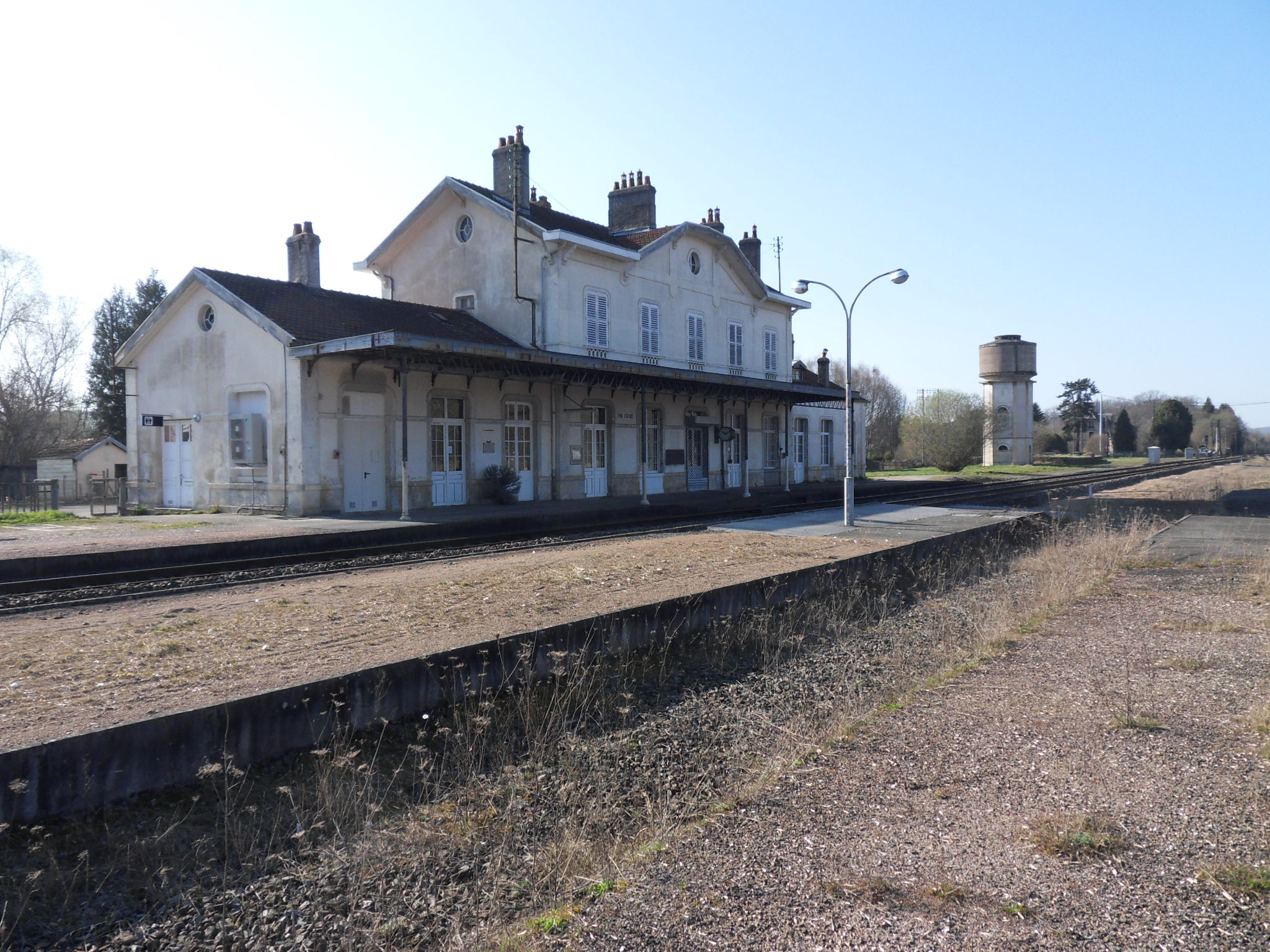
Station Port-d'Atelier-Amance
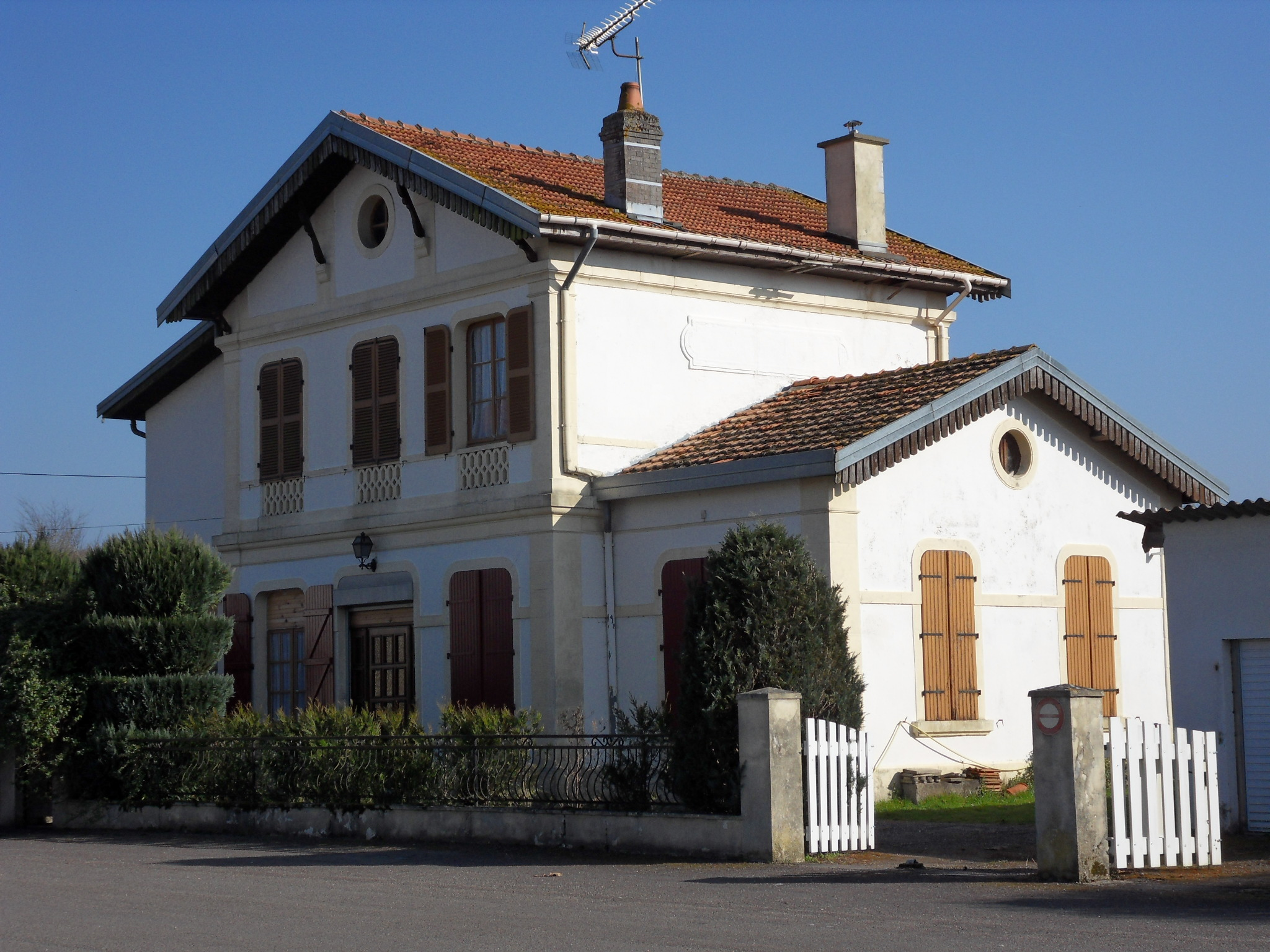
Station Feverney straatzijde
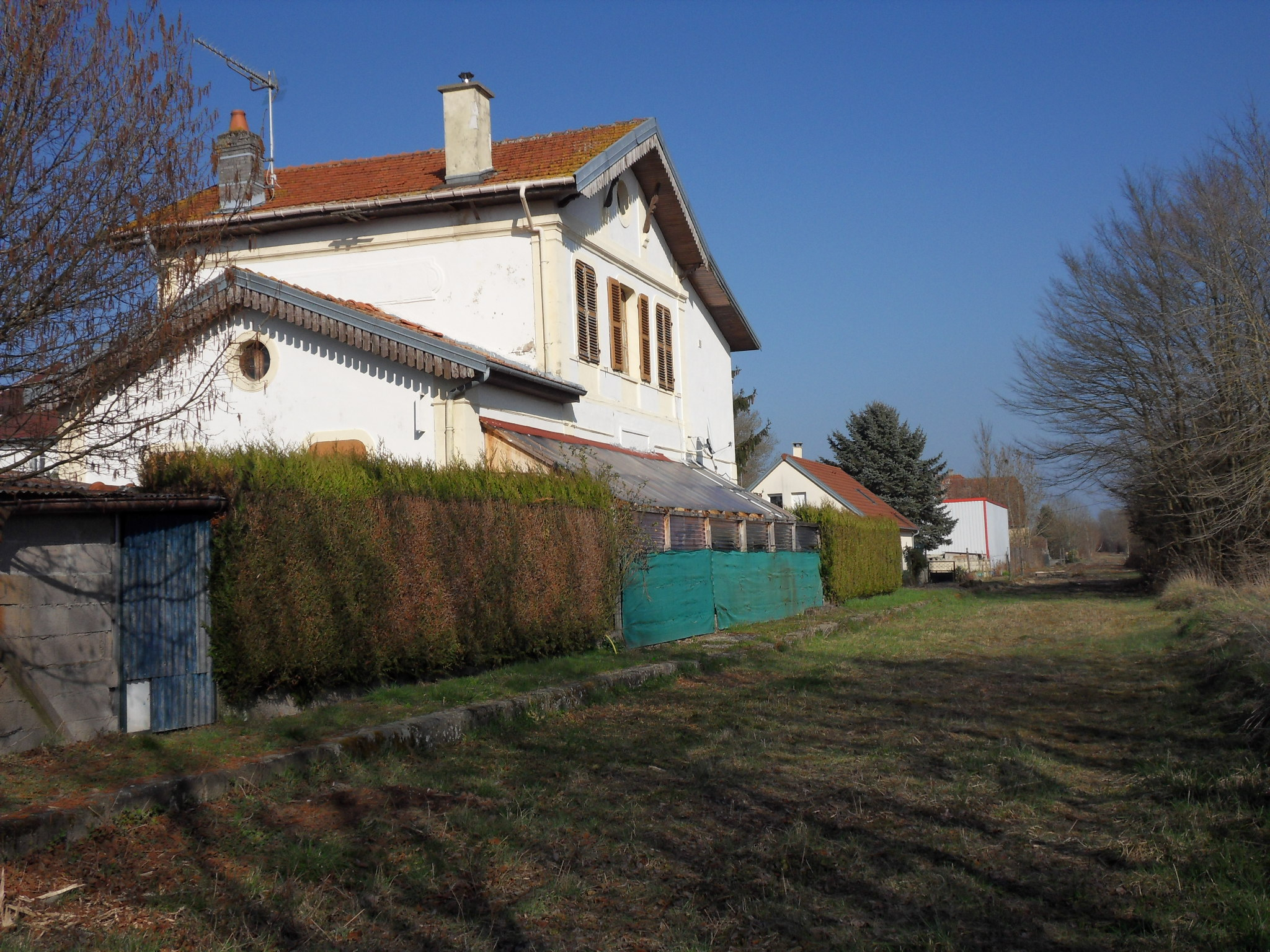
Station Feverney perronzijde
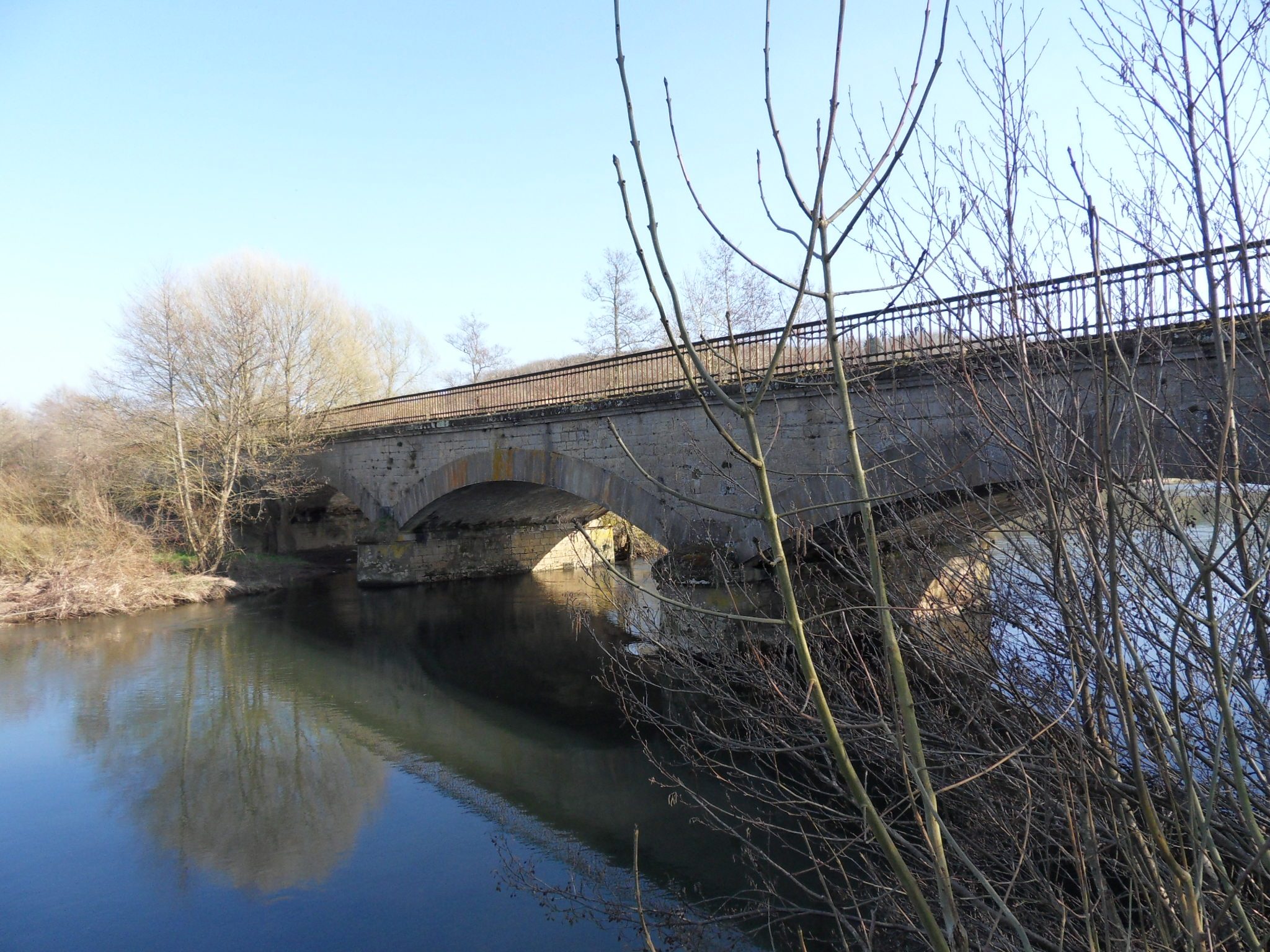
Spoorbrug over de Lanterne bij Faverney